# Australische Beteiligung am Krieg in Afghanistan
Die Beteiligung Australiens am Krieg in Afghanistan war Teil der sogenannten Operation Slipper. Die Australian Defence Force bezeichnete damit Einsätze der Royal Australian Air Force und der Australian Army in Afghanistan und der Royal Australian Navy im Persischen Golf, die Teil der von den Vereinigten Staaten geführten Operation Enduring Freedom sind. Von Herbst 2001 bis 31. Dezember 2014 hieß die australische Bezeichnung Operation Slipper.

## Einsatz
Bis zum 1. Juli 2014 sind in Afghanistan 41 Soldaten der australischen Verteidigungsstreitkraft zu Tode gekommen.
Einige militärische Operationen mit australischer Beteiligung sind:
- Operation Anaconda, 1. März – 18. März 2002
- Operation Perth, Juli 2006
- Schlacht von Chora, 15. Juni – 19. Juni 2007
- Erste und zweite Schlacht von Kakarak, 16. März / 12. April 2009
- Schlacht von Shah Wali Kot, 10. Juni – 14. Juni 2010
- Schlacht von Derapet, 24. August 2010

## Geschichte
Der Premierminister Australiens John Howard ließ nach den Terroranschlägen am 11. September 2001 unter anderem zwei Tankflugzeuge zur kirgisischen Manas Air Base verlegen. In Afghanistan selber, im von den USA geführten Camp Rhino, war eine Special Forces Task Force bis zum Abzug im Dezember 2002 und noch einmal von September 2005 bis September 2006 stationiert. 
Ein Angehöriger der Australian Army war bei der UNAMA von April 2003 bis zum Juni 2004 unter der Bezeichnung Operation Palate eingesetzt und zwei Soldaten von Juni 2005 bis Mitte 2007 als Operation Palate II. 
Das Kabinett Howard entschloss sich im August 2006 eine Reconstruction Task Forces zu bilden und sie in die Provinz Uruzgan zu verlegen, wo sie zusammen mit Niederländern und Soldaten aus Frankreich, Tschechien, Slowakei, Ungarn und den Vereinigten Staaten im Einsatz war. Die 420 Personen starke Task Force operierte unter dem Mandat der ISAF und bestand aus Pioniertruppen, Offiziere, Logistiker, Kommunikationsspezialisten und Kampftruppen, die mit Bushmaster Protected Mobility Vehicle und weiteren Fahrzeugen ausgestattet war. Das Einsatzgebiet umfasste die Städte und die Umgebung von Tarin Kut und Chora. Größere Feldlager waren Kamp Holland und Camp Russell. Die Australischen Soldaten bauten das Krankenhaus in Tarin Kut wieder auf, weitere Gebäude, Straßen und Brücken wurden instand gesetzt.
Im April 2007 wurde zur Verstärkung eine etwa 300 Personen starke Special Operations Task Group nach Uruzgan verlegt.
Die Regierung von Premierminister Kevin Rudd entschied im Oktober 2008 die Reconstruction Task Forces durch die Mentoring and Reconstruction Task Forces (MRTF) zu ersetzen, um so die zusätzliche Aufgabe zu übernehmen die 4te Brigade der Afghanischen Nationalarmee zu fördern. Die erste MRTF bestand aus etwa 440 Personen.
Zur Unterstützung der Afghanistanpolitik von Barack Obama kündigte Rudd am 30. April 2009 an, zusätzliche 450 Personen nach Afghanistan zu entsenden. Damit sind insgesamt 1550 Australier in Afghanistan stationiert. Ein Teil des zusätzlichen Personals besteht aus Angehörigen der Australian Federal Police, um die Polizei in der Provinz Uruzgan zu schulen. Ein anderer Teil ist eine 120 Personen starke Election Support Force, die speziell zur Wahl des afghanischen Präsidenten im Juli 2009 nach Uruzgan verlegt wurde und zwei zusätzliche Operational Mentor and Liaison Teams von etwa 100 Personen.
Die Aufgabe der Mentoring and Reconstruction Task Forces wurde im Februar 2010 durch das Kabinett Rudd auf die Förderung der afghanischen Armee in der Provinz Uruzgan verstärkt ausgerichtet und so wurde die Bezeichnung der Task Force umgeändert in Mentoring Task Force. Die neue Aufgabe besteht darin, die neue Strategie des ISAF-Kommandeurs Stanley A. McChrystal, das sogenannte „partnering“, umzusetzen. Dabei gehen Afghanische Soldaten und ISAF-Soldaten gemeinsam auf Patrouille. 
Nachdem die Niederländer zum Jahresanfang 2010 ihren Rückzug aus der Provinz Uruzgan bekannt gaben, entschied die Regierung Rudd im April 2010 keine zusätzlichen Soldaten nach Afghanistan zu verlegen.

## Vorwürfe von Kriegsverbrechen
Es gibt Berichte über Kriegsverbrechen australischer Truppen in Afghanistan, insbesondere in Bezug auf Soldaten des Australian Special Air Service Regiment. Dies betraf die rechtswidrige Tötung von unbewaffneten Zivilisten und Kindern, die ungerechtfertigte Hinrichtung von Kriegsgefangenen sowie Leichenschändung durch Abtrennen von Händen toter Aufständischer. Ben Wadham, ehemaliger australischer Soldat und Militärermittler, sieht eine „Kill-Capture“-Strategie von Seiten des australischen Militärs in diesem militärisch ausgetragenen Konflikt. Diese besteht darin, dass ein Ort als strategisches Ziel identifiziert wird, ein Überfallkommando in die Häuser des Dorfes eindringt und die angetroffenen Personen getötet werden. Als Muster wird die Operation Phoenix erkannt.
Am 5. Juni 2019 führte die australische Polizei unter Beteiligung von Australian Security Intelligence Organisation und Australian Signals Directorate eine Razzia bei der Australian Broadcasting Corporation durch, mit dem Ziel, die Herkunft der Dokumente und Identität der Whistleblower aufzuklären. Als Reaktion auf die Razzia erschienen zahlreiche von Australiens Tageszeitungen aus Protest alle mit geschwärzten Titelseiten. David Anderson, Direktor der ABC sagte: „Australien ist in Gefahr, die geheimniskrämerischste Demokratie der Welt zu werden.“

## Kosten
Das Budget 2010–2011 Australiens für den Krieg in Afghanistan beträgt 915,6 Millionen AU$. Zusätzlich werden 487,1 Millionen AU$ zur Verbesserung der Bewaffnung der Soldaten in Afghanistan investiert.